# 伊藤秀五郎
伊藤 秀五郎（いとう ひでごろう、1905年（明治38年）1月20日 - 1976年（昭和51年）2月22日）は、日本の生物学者・登山家・アルピニスト・エスペランティスト。専門は、生物学・山岳文学論。元札幌静修短期大学学長。日本山岳会名誉会員。

## 経歴
神奈川県横浜市出身。北海道帝國大學予科卒。北海道帝國大學農学部卒。卒業後は、東京帝國大學医学部助手をしながら、日本各地の山々を登る。1935年（昭和10年）にはペンシルベニア大学にも生物学の研究のため留学。
1947年北海道学芸大学教育学部教授に就任。1958年北海道学芸大学退官。北海道教育庁教育長に就任。1965年教育庁停年退官。札幌医科大学教授。
1972年札幌医科大学退官。札幌静修短期大学3代学長に就任。1976年に同学長在職中に逝去。
妻に、元北海道教育大学教授の伊藤華子がいる。

## エピソード
大学予科時代から北海道の山々を登山し、1926年（大正15年）には北海道帝国大学山岳部を創設。初代部長になる。

## 主著
- 『北の山』（梓書房, 1935年）
- 『若き世代へ : 教育に関するエッセィ』（楡書房, 1955年）
- 『北海道の山旅』（ぷやら新書刊行会, 1968年初版, 沖積舎, 1981年新装覆刻）
- 『草原随想』（新樹社, 1971年）
- 『北の山(中公文庫)』（中央公論社, 1980年）